# Hồng Gia quyền

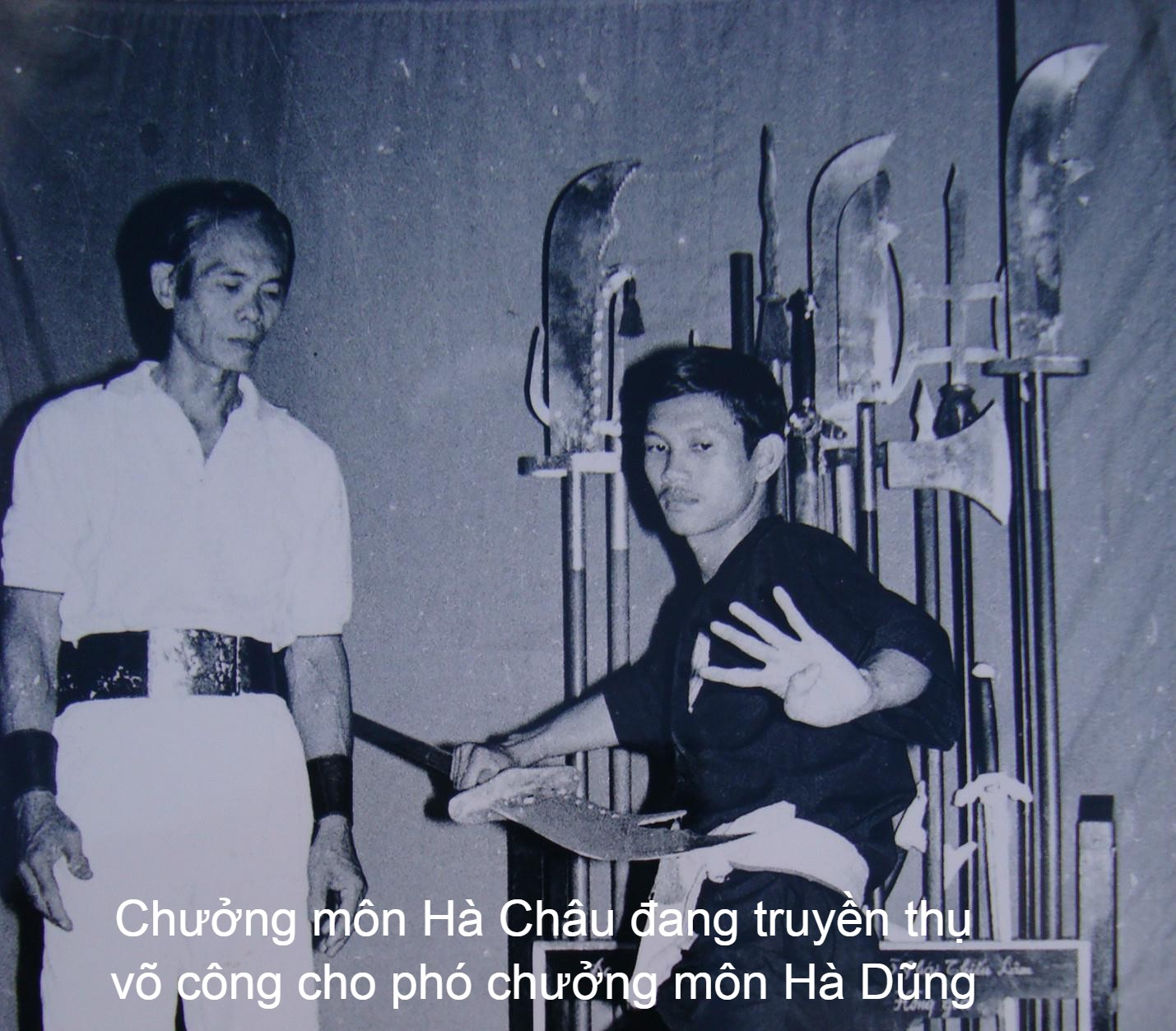
Chưởng môn Hà Châu - Hồng Gia quyền truyền thụ võ công cho phó chưởng môn Hà Dũng.

Hồng Gia quyền (Chữ Hán: 洪家拳), còn được gọi là Thiếu Lâm Hồng gia quyền, Thiếu Lâm Hồng quyền, hay ngắn gọn là Hồng quyền, là một tông phái võ thuật cổ truyền Trung Quốc. Hồng gia quyền được cho là một hệ phái Thiếu Lâm Nam quyền, có nguồn gốc từ Phúc Kiến, phát triển mạnh ở các tỉnh Nam Trung Quốc như Quảng Đông, Quảng Tây, Tứ Xuyên, Hồ Bắc, Hồ Nam; lan dần đến nhiều nước ở Đông Nam Á như Việt Nam, Singapore, Malaysia... Hồng quyền được xếp đầu trong Ngũ đại phái Nam Thiếu Lâm (Hồng, Lưu, Thái, Lý, Mạc), được xem là một trong những đại biểu tinh hoa của võ thuật Nam Thiếu Lâm.

## Nguồn gốc

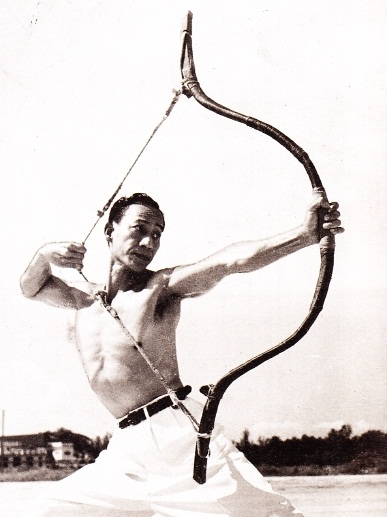
Quan Đức Hưng, một cao thủ Hồng gia quyền. Ông cũng là diễn viên giữ kỷ lục về số lần giữ vai diễn về nhân vật Hoàng Phi Hồng, một đại tông sư của Hồng gia quyền.

### Hồng Gia Quyền Chợ Lớn Việt Nam

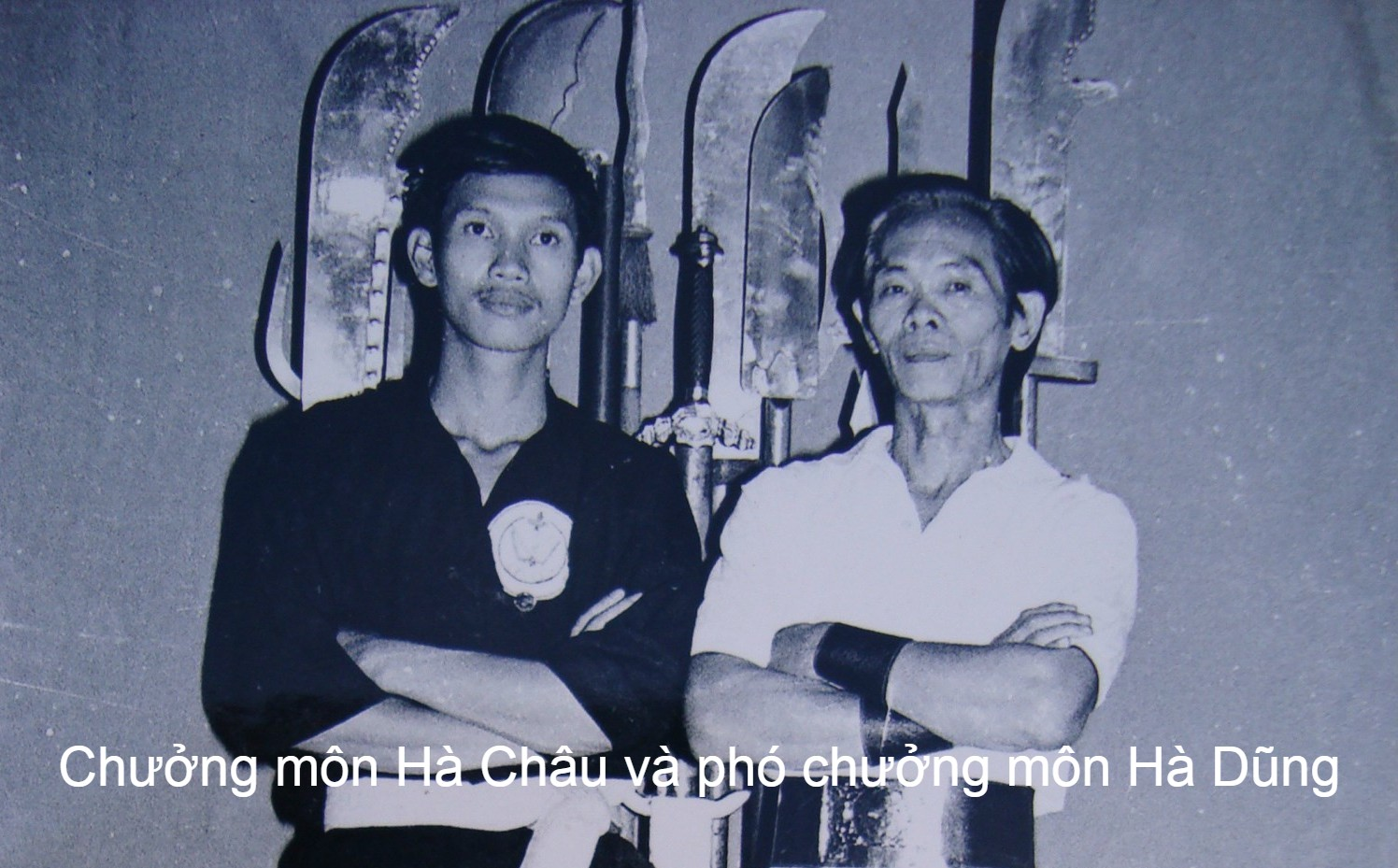
Chưởng môn Hà Châu và phó chưởng môn Hà Dũng.

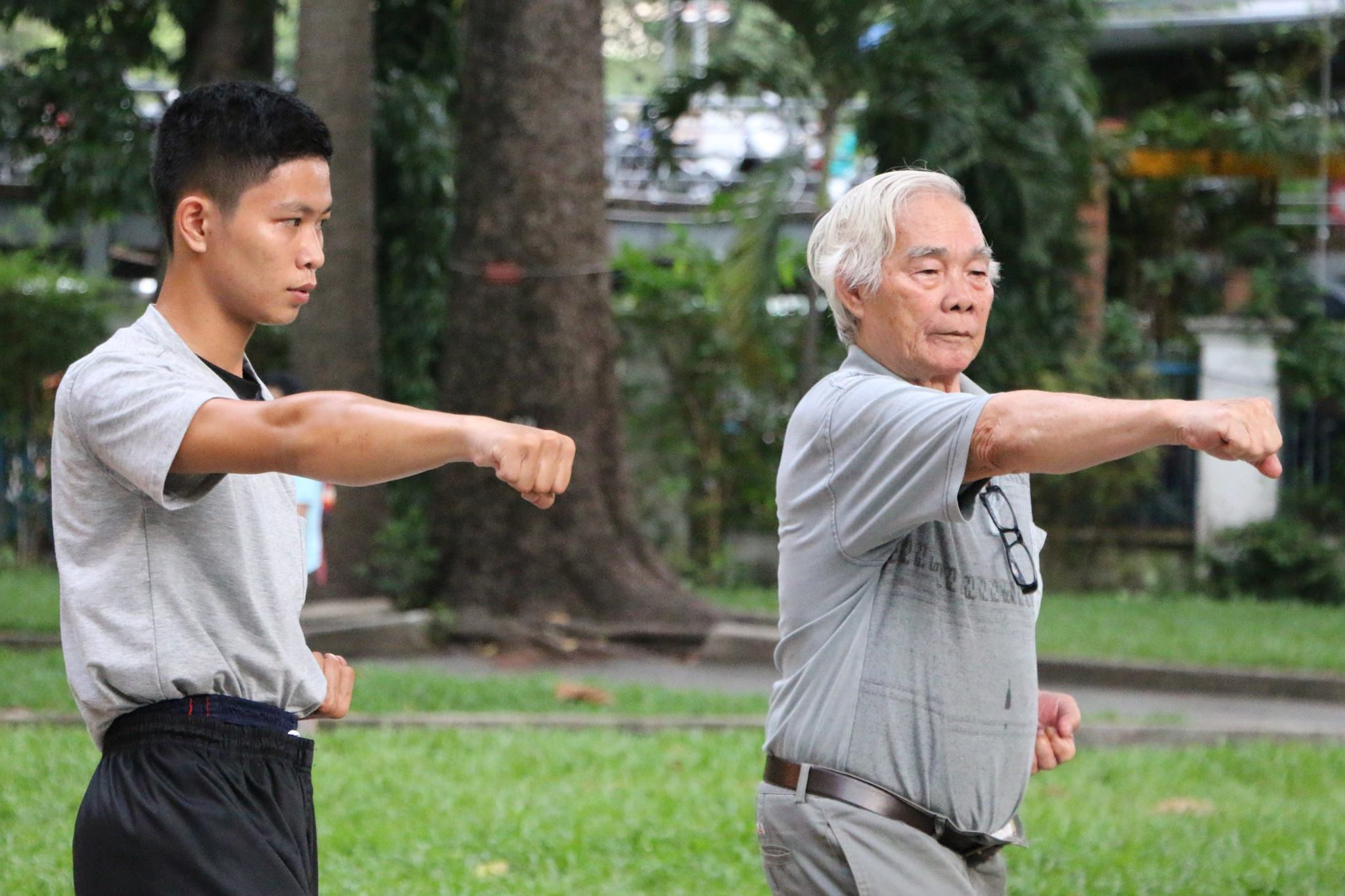
Người đang hướng dẫn tập Hồng Gia

### Hoàng Phi Hồng, Lâm Thế Vinh và Hồng Gia Quyền Hồng Kông

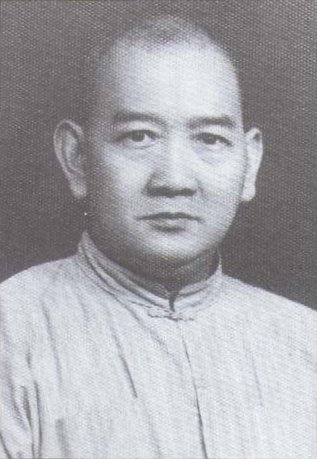
Hoàng Phi Hồng, Chân sư Hồng Gia quyền Quảng Đông vào cuối nhà Thanh.

## Kỹ thuật

Lâm Thế Vinh, học trò của Hoàng Phi Hồng trong chiêu thức Tấn Mã Đầu Tranh Song Hổ Trảo trong bài Cung Tự Phục Hổ quyền của Nam Thiếu Lâm

#### Kiều Thủ

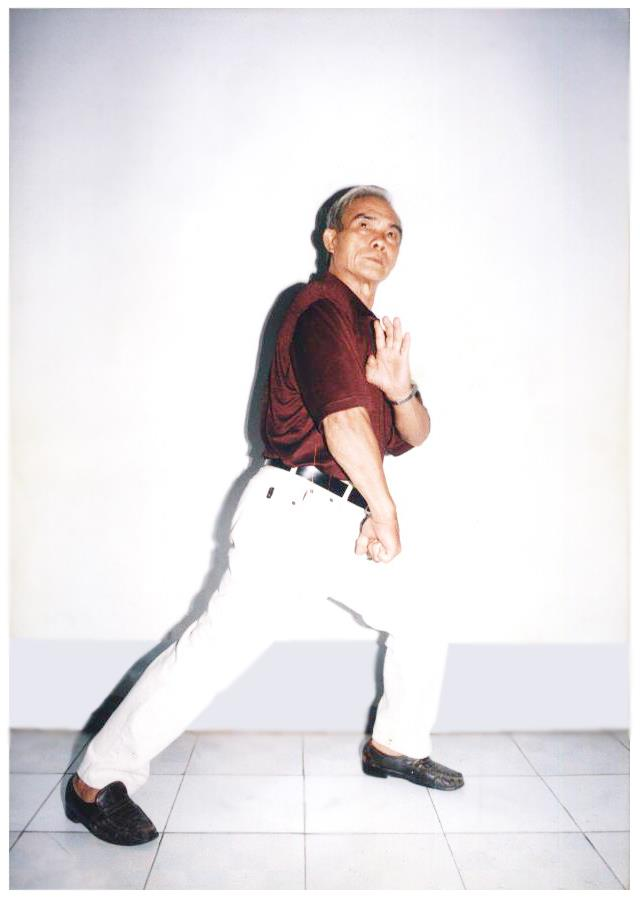
Một người biểu diễn một thế kiều thủ của Thiếu Lâm Hồng Gia

## Phả hệ nhân vật Hồng Gia quyền

Phả hệ nhân vật Hồng Gia Quyền